# Ташировский сельский округ
Ташировский сельский округ — упразднённая административно-территориальная единица, существовавшая на территории Наро-Фоминского района Московской области в 1994—2006 годах.
Ташировский сельсовет был образован в первые годы советской власти. По данным 1923 года он входил в состав Наро-Фоминской волости Звенигородского уезда Московской губернии.
В 1924 году к Ташировскому с/с был присоединён Новинский с/с, но уже в 1925 году он был выделен обратно.
В 1928 году к Ташировскому с/с были присоединены Николаевский, Новинский и Новский с/с, но уже в 1927 году Николаевский и Новинский с/с юыли выделены обратно.
В 1926 году Ташировский с/с включал село Таширово, деревни Ермаково, Костино, Новая и Новинское, а также Николаевские хутора, хутор Лубенька, агропункт, мельницу, почту и школу.
В 1929 году Ташировский сельсовет вошёл в состав Наро-Фоминского района Московского округа Московской области. При этом к нему были присоединены Николаевский и Новодеревенский с/с.
5 апреля 1936 года к Ташировскому с/с был присоединён Новинский с/с (селения Детенково и Новинское).
17 июля 1939 года из Ташировского с/с в Чешковский были переданы селения Детенково и Новинское, а из Чешковского в Ташировский — Алексеевка и Чешково. Одновременно к Ташировскому с/с был присоединён Головенькинский сельсовет (селения Головеньки, Иневка, Малые Семенычи и Новая).
14 октября 1939 года обмен населёнными пунктами между Ташировским и Чешковским (Настасьинским) с/с был отменён.
22 июня 1954 года из Первомайского с/с в Ташировский было передано селение Настасьино.
21 мая 1959 из упразднённого Первомайского с/с в Ташировский были переданы селения Алексеевка, Алешково, Васильчиново, Новоникольское, Плесенское, Редькино, Чешково и Шапкино.
30 декабря 1962 года Наро-Фоминский район был упразднён и Ташировский с/с вошёл в Звенигородский сельский район. 11 января 1965 года Ташировский с/с был возвращён в восстановленный Наро-Фоминский район.
30 мая 1978 года в Ташировском с/с было упразднено селение Алешково.
3 февраля 1994 года Ташировский с/с был преобразован в Ташировский сельский округ.
8 декабря 1999 года в Ташировском с/о была образована деревня Терновка.
17 мая 2004 года из Ташировского с/о в черту города Наро-Фоминска была передана деревня Огордная.
В ходе муниципальной реформы 2004—2005 годов Ташировский сельский округ прекратил своё существование как муниципальная единица. При этом его населённые пункты были переданы частью в городское поселение Наро-Фоминск, а частью в сельское поселение Ташировское.
29 ноября 2006 года Ташировский сельский округ исключён из учётных данных административно-территориальных и территориальных единиц Московской области.